# Jean Cammas
Jean Louc Cammas (* 4. Mai 1990 in Viña del Mar) ist ein chilenischer Jazzmusiker (Kontrabass, Komposition).

## Leben und Wirken
Cammas erhielt zunächst Gitarrenunterricht. Im Alter von neun Jahren bildete er mit seinem Vater ein Duo, das Beatlessongs interpretierte. Im Alter von 17 Jahren begann er auf einem E-Bass seines Bruders zu spielen. Er studierte an der Pontificia Universidad Católica de Valparaíso (Musikkonservatorium) unter Francisco Cortez und setzte seine Ausbildung an der Escuela Moderna de Música y Danza fort, wo er 2014 mit einem Bachelor of Music in E-Bass abschloss. Er nahm Unterricht auf dem Kontrabass bei Rodrigo Rivera, bevor er wieder nach Santiago de Chile zog, um bei Rodrigo Espinoza zu studieren. In Köln absolvierte er 2020 sein Jazzstudium an der Hochschule für Musik und Tanz bei Dieter Manderscheid und studierte privat klassische Musik bei Patricio Banda.
Cammas tourte 2018 im Jazz Future Team um Uwe Plath und im eigenen Trio. Mit seinem eigenen Quintett, zu dem Jens Böckamp, Henrique Gomide, Pablo Saez und Alvaro Severino gehörten, stellte er das Programm „Passenger in Transit“ vor, das 2022 als selbstproduziertes Album erschien. Dann spielte er im multikulturellen Nau Trio mit Henrique Gomide und Antoine Duijkers, mit dem er 2019 die Hildener Jazztage eröffnete und 2021 bei Jazzahead auftrat; dessen Album In the Ocean erschien 2020 beim brasilianischen Label Tratore.